# Caroline Sägesser
 (août 2023).
La mise en forme du texte ne suit pas les recommandations de Wikipédia : il faut le « wikifier ».
Les points d'amélioration suivants sont les cas les plus fréquents. Le détail des points à revoir est peut-être précisé sur la page de discussion.
- Les titres sont pré-formatés par le logiciel. Ils ne sont ni en capitales, ni en gras.
- Le texte ne doit pas être écrit en capitales (les noms de famille non plus), ni en gras, ni en italique, ni en « petit »…
- Le gras n'est utilisé que pour surligner le titre de l'article dans l'introduction, une seule fois.
- L'italique est rarement utilisé : mots en langue étrangère, titres d'œuvres, noms de bateaux, etc.
- Les citations ne sont pas en italique mais en corps de texte normal. Elles sont entourées par des guillemets français : « et ».
- Les listes à puces sont à éviter, des paragraphes rédigés étant largement préférés. Les tableaux sont à réserver à la présentation de données structurées (résultats, etc.).
- Les appels de note de bas de page (petits chiffres en exposant, introduits par l'outil «  Source ») sont à placer entre la fin de phrase et le point final[comme ça].
- Les liens internes (vers d'autres articles de Wikipédia) sont à choisir avec parcimonie. Créez des liens vers des articles approfondissant le sujet. Les termes génériques sans rapport avec le sujet sont à éviter, ainsi que les répétitions de liens vers un même terme.
- Les liens externes sont à placer uniquement dans une section « Liens externes », à la fin de l'article. Ces liens sont à choisir avec parcimonie suivant les règles définies. Si un lien sert de source à l'article, son insertion dans le texte est à faire par les notes de bas de page.
- La présentation des références doit suivre les conventions bibliographiques. Il est recommandé d'utiliser les modèles {{Ouvrage}}, {{Chapitre}}, {{Article}}, {{Lien web}} et/ou {{Bibliographie}}. Le mode d'édition visuel peut mettre en forme automatiquement les références.
- Insérer une infobox (cadre d'informations à droite) n'est pas obligatoire pour parachever la mise en page.

Pour une aide détaillée, merci de consulter Aide:Wikification.
Si vous pensez que ces points ont été résolus, vous pouvez retirer ce bandeau et améliorer la mise en forme d'un autre article.
Caroline Sägesser, née à Bruxelles le 6 décembre 1969, est une historienne, chercheuse au Centre de recherche et d'information socio-politiques. 
Régulièrement invitée par les médias belges francophones, elle s'est spécialisée dans le financement public des cultes.

## Biographie
De père suisse et de mère belge, Caroline Sägesser passe son enfance à Zurich, puis à Montreux. Au début des années 1980, ses parents divorcent. Elle s'installe avec sa mère en Belgique.[réf. nécessaire]
Elle étudie l'histoire à l'ULB. Diplômée, alors qu'elle envisage une thèse de doctorat sur « la puissante influence de la culture américaine dans la Belgique de l’après-guerre », elle obtient dans ce cadre une bourse pour partir étudier un an aux USA. Elle y apprend le récit des discriminations dont avaient été victimes les noirs, les femmes et les homosexuels. Déphasée par rapport aux normes bruxelloises, l'historienne abandonne son doctorat et ouvre une bouquinerie sur la place des Acacias à Etterbeek.[réf. nécessaire]
Xavier Mabille, directeur du Centre de recherche et d'information socio-politiques, devient un client très régulier du commerce. En 1997, il invite la patronne à postuler comme chercheuse dans son organisme. Elle y travaille jusqu'en 2009. Elle retourne alors à l'ULB pour passer son doctorat en histoire sur le sujet du « financement public des cultes ». Après plusieurs années académiques, Caroline Sägesser ne parvient pas à obtenir un salaire lui permettant de vivre en tant que mère de famille. En raison de son âge, elle estime plus prudent de retourner chez son ancien employeur le CRISP.
À partir du milieu des années 2010, les médias belges francophones et ses journalistes politiques présentent Caroline Sägesser comme une « politologue ». Selon elle : « À cette époque, il était devenu souhaitable de mettre les femmes en avant comme expertes. Cela a clairement joué en ma faveur (...) j’ai bénéficié de cette conjoncture où l’on cherchait des voix féminines. »
Ses principaux centres d’intérêts concernent l'histoire du fonctionnement des institutions et des politiques publiques en matière de faits religieux.
Elle intervient dans des médias belges francophones tels que Le Soir,, L'Écho, la DH Les Sports+, la Libre Belgique et la RTBF.

## Publications
Elle a publié aux éditions du Centre d’Action Laïque : Le prix de nos valeurs. Financer les cultes et la laïcité en Belgique (2010) et Le vivre ensemble à l’école. Plaidoyer pour un cours philosophique commun (avec Patrick Loobuyck, 2014). Elle a également participé avec Jean Faniel et Pierre Blaise au livre Introduction à la Belgique fédérale.